# Zabójcza siła
Zabójcza siła (ang. Killer Force) – irlandzko-szwajcarsko-brytyjsko-amerykański film sensacyjny z 1976 roku w reżyserii Vala Guesta.
Zdjęcia kręcono w autentycznych plenerach RPA.

## Fabuła
Grupa bezwzględnych przestępców planuje napad na kopalnię diamentów w RPA. Do realizacji tego celu udaje się im zwerbować jednego z najlepszych członków ochrony kopalni – Bradleya. Na drodze do realizacji ich planu staje szef ochrony kopalni Webb. 

## Obsada aktorska
- Telly Savalas – Webb
- Peter Fonda – Bradley
- Hugh O'Brian – Lewis
- Christopher Lee – Chilton
- O. J. Simpson – Alexander
- Maud Adams – Clare
- Ian Yule – Woods

i in. 

## Odbiór
Film spotkał się ze słabym przyjęciem krytyków. Richard Eder na łamach The New York Times, odnośnie fabuły zadawał pytanie: "Kto jest dobry a kto zły?". Udział w filmie ówczesnej gwiazdy telewizyjnej, Telly'ego Savalasa, określił jako ciekawostkę. Roger Ebert na łamach Chicago Sun-Times pisał o banalnej i naiwnej fabule, opartej na ciągu odrętwiających scen akcji. Udział w filmie O. J. Simpsona uznał za dążenie ze strony twórców filmu do przyciągnięcia do kin czarnoskórej publiczności. 